# Gârliciu, Constanța
Gârliciu este satul de reședință al comunei cu același nume din județul Constanța, Dobrogea, România. Se află în partea de nord-vest a județului,  în Lunca Dunării. La recensământul din 2002 avea o populație de 1828 locuitori.